# Topaldios porrectus
Topaldios porrectus är en stekelart som beskrevs av Papp 1995. Topaldios porrectus ingår i släktet Topaldios och familjen bracksteklar. Inga underarter finns listade i Catalogue of Life.